# Oblast Jambol
| Basisdaten          | Basisdaten                  |
| ------------------- | --------------------------- |
| Region:             | Südostbulgarien             |
| Verwaltungssitz:    | Jambol                      |
| Fläche:             | 3.336 km²                   |
| Einwohner:          | 107.379 (31. Dezember 2022) |
| Bevölkerungsdichte: | 32,2 Einwohner je km²       |
| NUTS:BG-Code:       | BG343                       |
| Karte               |                             |
| Karte               |                             |

Die Oblast Jambol (bulgarisch Област Ямбол) ist eine Verwaltungseinheit im Südosten Bulgariens. Die größte Stadt der Region ist Jambol. Die Oblast grenzt im Süden an die Türkei.

## Bevölkerung
In der Oblast (Bezirk) Jambol leben 116.486 Einwohner auf einer Fläche von 3336 km².

## Geografie
Die Oblast Jambol liegt südlich des Balkangebirges.

### Relief
Die Region ist meist eben und weit. Im südöstlichen Teil liegen jedoch Teile des Starndscha-Gebirges.

### Gewässer
Durch die Oblast fließt der viertgrößte Fluss Bulgariens, die Tundscha, welche in die Mariza mündet.
Mineralbäder gibt es in der Stadt Straldscha und im Dorf Prawdino.

### Flora
Als heimische Baumarten kommen Laubbäume wie Pappeln und Eichen vor. Von den Nadelbäumen sind die Schwarzkiefer und die Weißtanne vertreten, welche jedoch leicht von Schädlingen befallen wird und somit früher absterben.

### Naturreservate
In der Oblast gibt es drei Naturreservate:
- Gorna Toptschia – gegründet 24. November 1951
- Dolna Toptschia – gegründet im Jahr 1960
- Balabana – gegründet 24. September 1961

## Städte
Die Daten stammen aus dem Nationalen Statistischen Institut in Bulgarien für das Jahr 2022.
| Stadt      | Bulgarischer Name | Einwohner (31. Dezember 2022) |
| ---------- | ----------------- | ----------------------------- |
| Jambol     | Ямбол             | 60.641                        |
| Elchowo    | Елхово            | 8.736                         |
| Straldscha | Стралджа          | 4.955                         |
| Boljarowo  | Болярово          | 991                           |

## Gemeinden in der Oblast Jambol
Administrativ ist die Oblast in fünf Gemeinden mit insgesamt 109 Ortschaften.
- Gemeinde Bojarowo
- Gemeinde Elchowo
- Gemeinde Straldscha
- Gemeinde Tundscha
- Gemeinde Jambol